# Antoine Durenne
Pour les articles homonymes, voir Durenne.
Aubin Antoine Durenne, né le 7 juillet 1822 à Paris et mort le 12 juillet 1895 à Presles, est un sculpteur et fondeur d'art français.

## Biographie
Antoine Durenne est né le 7 juillet 1822 à Paris, où son père Antoine est chaudronnier. Son grand-père Jean-Baptiste Durenne, est marchand de charbon et ferraille au 47, rue du Faubourg-Saint-Antoine à Paris. Il est cousin du peintre Eugène Antoine Durenne (1860-1944) et de l'ingénieur Jean-François Durenne (1821-1909), maire de Courbevoie.
Antoine Durenne sort de l'École des arts et métiers d'Angers en 1841, et de l'École des beaux-arts en 1842. Il est membre fondateur de l'École nationale des arts décoratifs.
En 1857, il rachète la fonderie de Sommevoire, en Haute-Marne.
Grâce à sa collaboration étroite avec des artistes comme Albert-Ernest Carrier-Belleuse, Emmanuel Frémiet, Pierre Louis Rouillard, Paul-Édouard Delabrièrre, Auguste-Nicolas Cain, Mathurin Moreau, Auguste Bartholdi, Eugène Hiolle, ou encore Hector Guimard au Castel Béranger, et avec une qualité technique indiscutable, il va rapidement tenir une place prépondérante dans la fonte d'art française. Avec lui, la fonte de fer et d'ornement acquiert son titre de noblesse.
La firme collectionne les récompenses lors des Expositions universelles de Paris de 1867 et de 1900, à celle de Vienne en 1873. Les bronzes ou fontes Durenne, ornent des villes en Espagne, aux États-Unis, au Canada, au Venezuela, en Colombie, en Russie, en Guinée...
Il est aussi entrepreneur à Bar-le-Duc (Meuse) en 1876. Il apporte le brevet de raccordement de canalisations Lavril, et s'associe au maître de forges Ernest Bradfer, sous le nom de « Bradfer et fils et Cie. A.A. Durenne ».
Suivant le catalogue de l'Exposition universelle de Paris de 1889, le siège social de sa société — la Société anonyme des établissements métallurgiques A. Durenne — se situe au 26, rue du Faubourg-Poissonnière à Paris (anciennement au 30, rue de la Verrerie).
Il est nommé chevalier de la Légion d'honneur, à la suite de l'Exposition universelle de 1862 à Londres, puis, à la suite de l'Exposition universelle de 1873 à Vienne, il est promu au grade d'officier du même ordre le 7 juillet 1874.
Il meurt le 12 juillet 1895 à Presles.
À la suite de son décès, l'usine de Sommevoire est devenue la Société anonyme A. Durenne en 1895.

Parc de l'ancien château Neudeck, en Silésie (actuellement Świerklaniec, en Pologne), œuvres d'Emmanuel Fremiet (1872) : quatre groupes de statues animalières, une fontaine et un mât
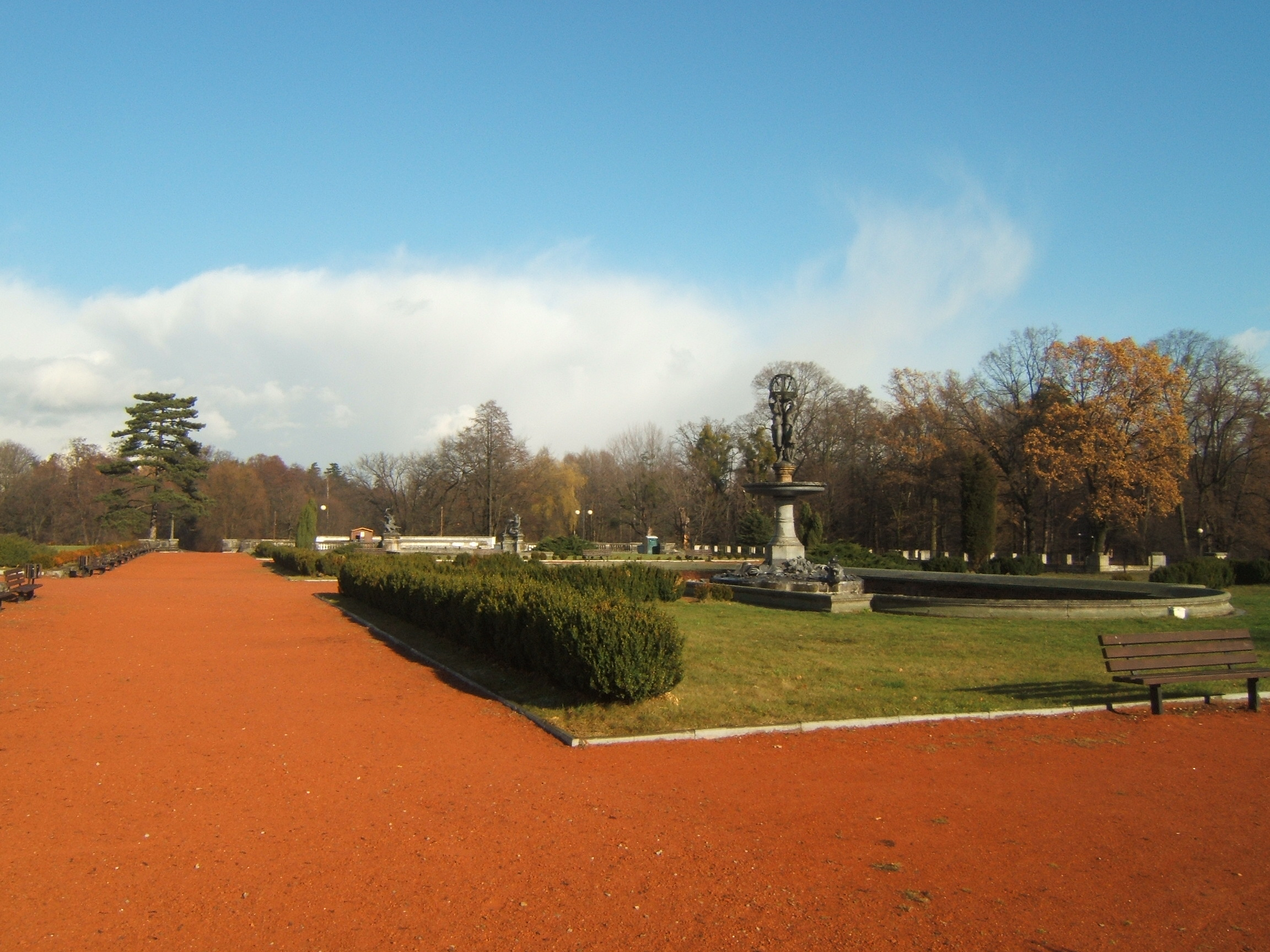
Le parc.
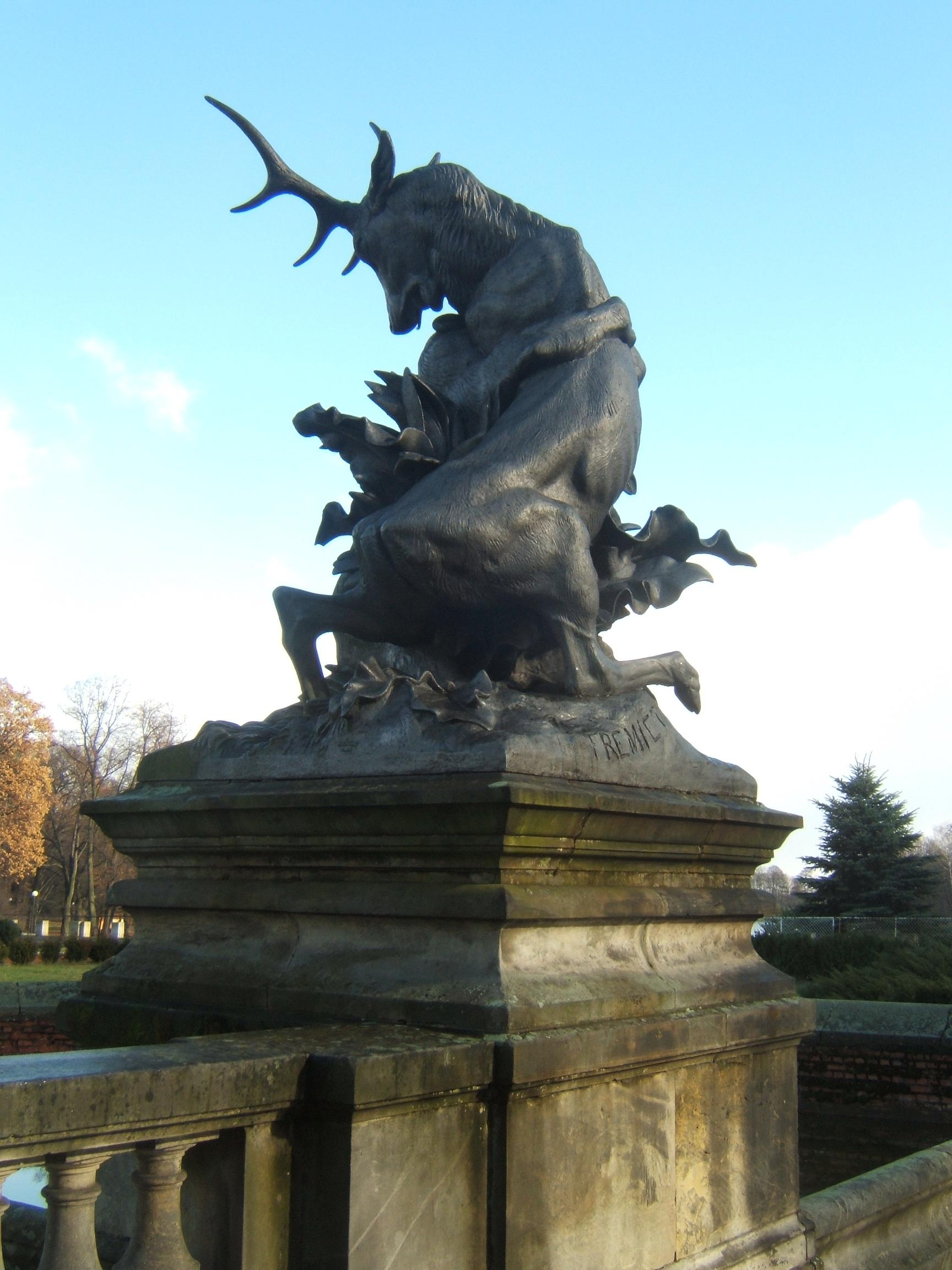
Le Cerf et l'ours.
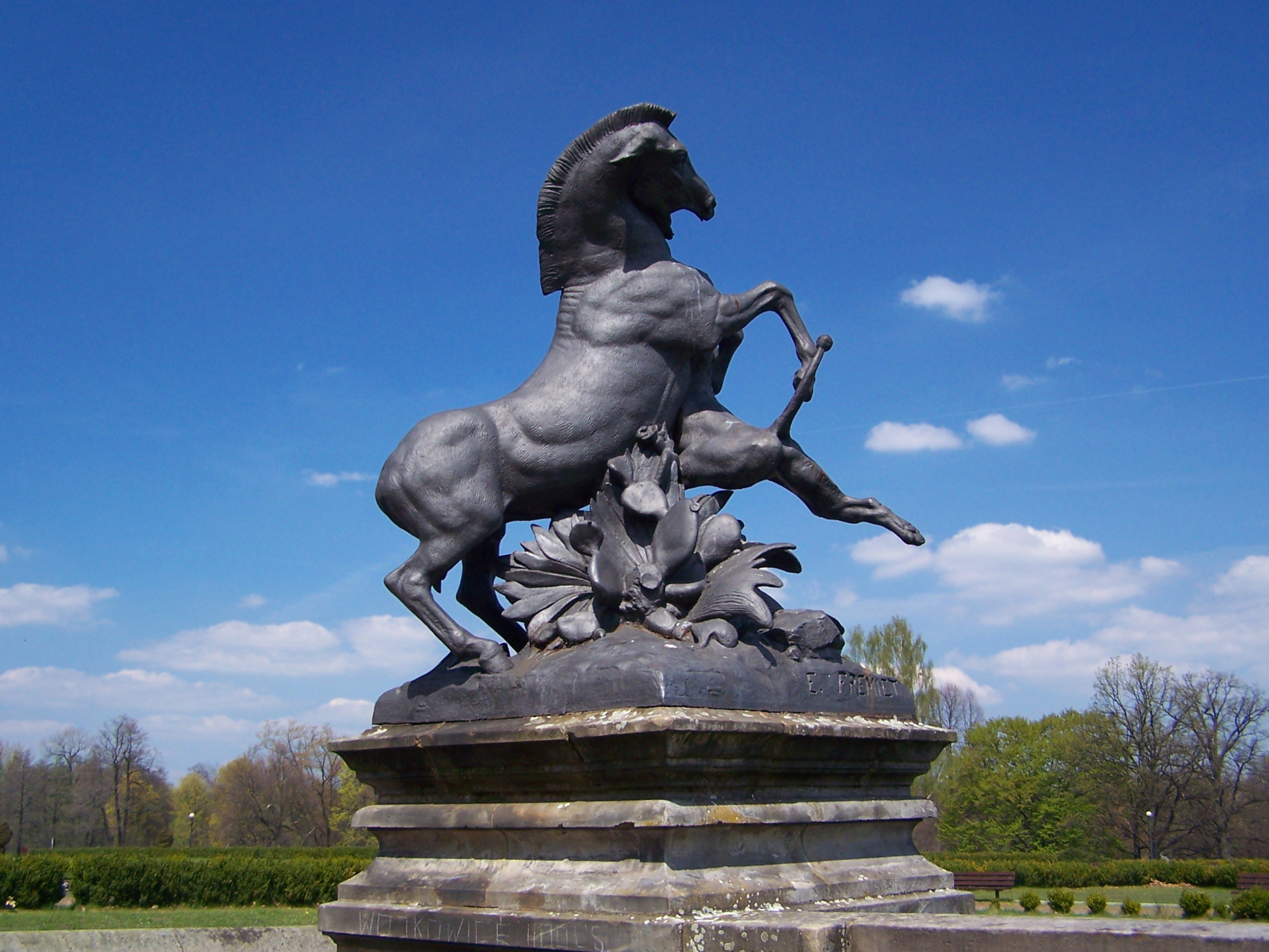
Le Cheval et la lionne.
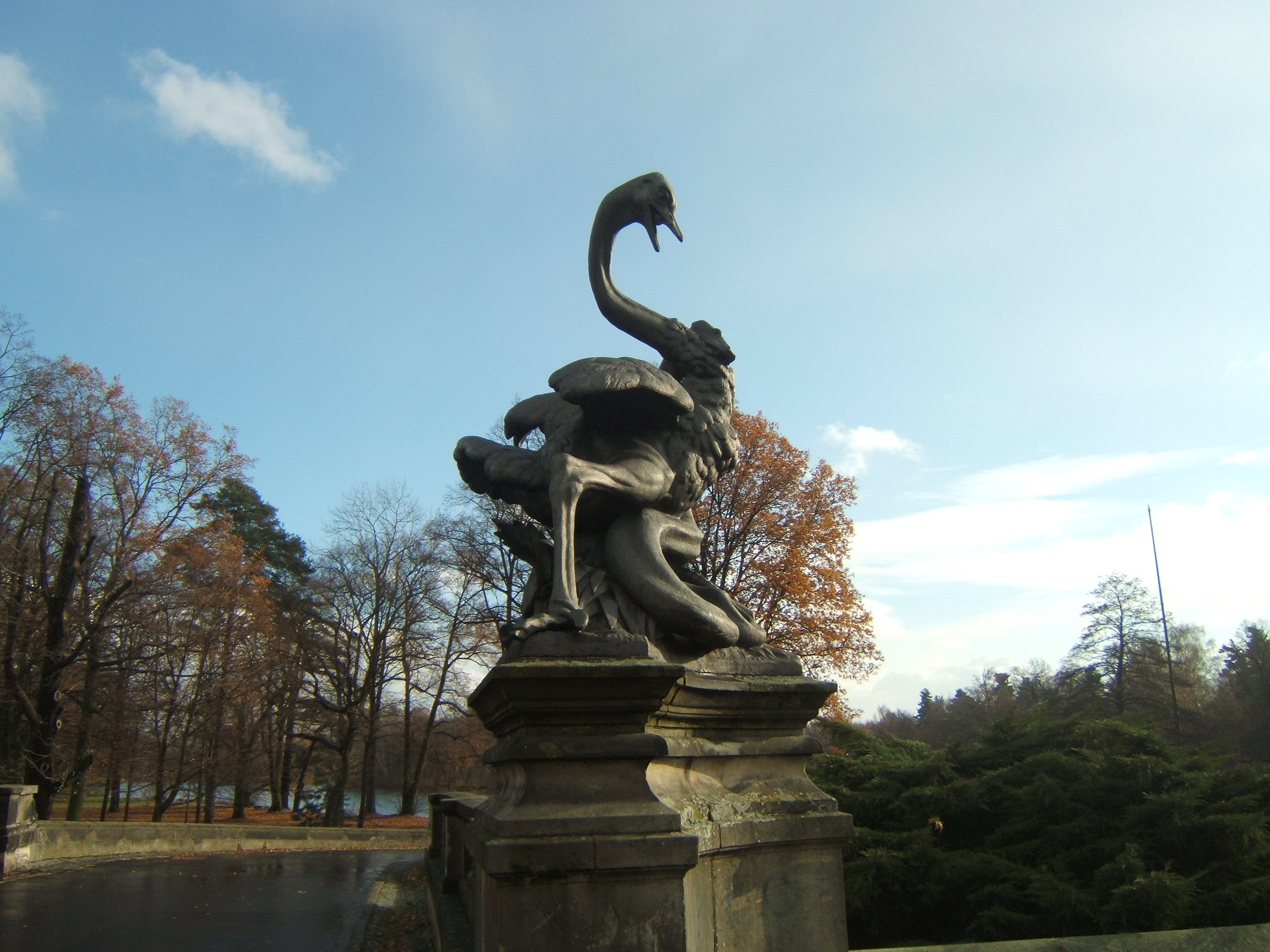
L'Autruche et le serpent.
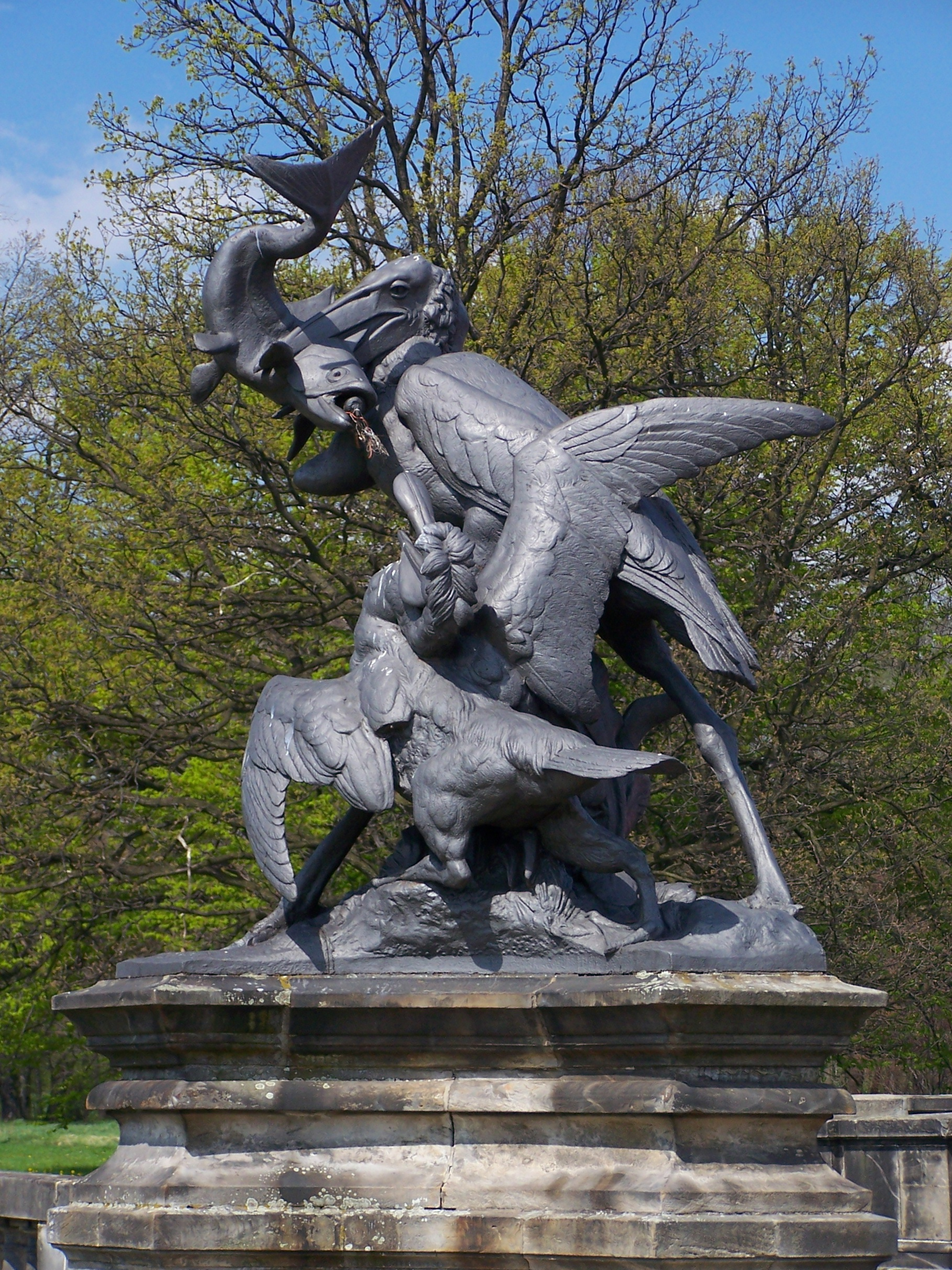
Le Pélican et le poisson.
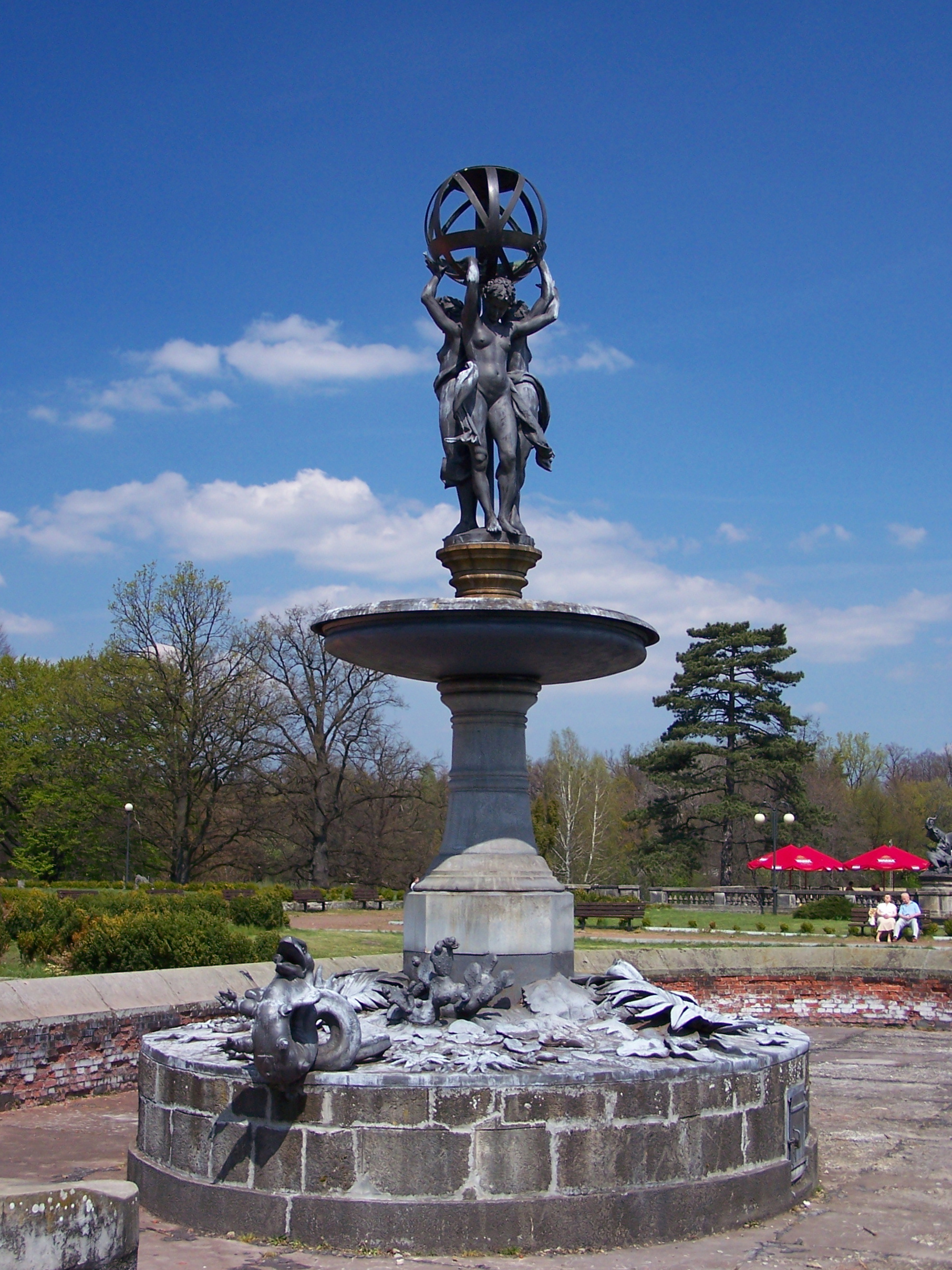
La fontaine.
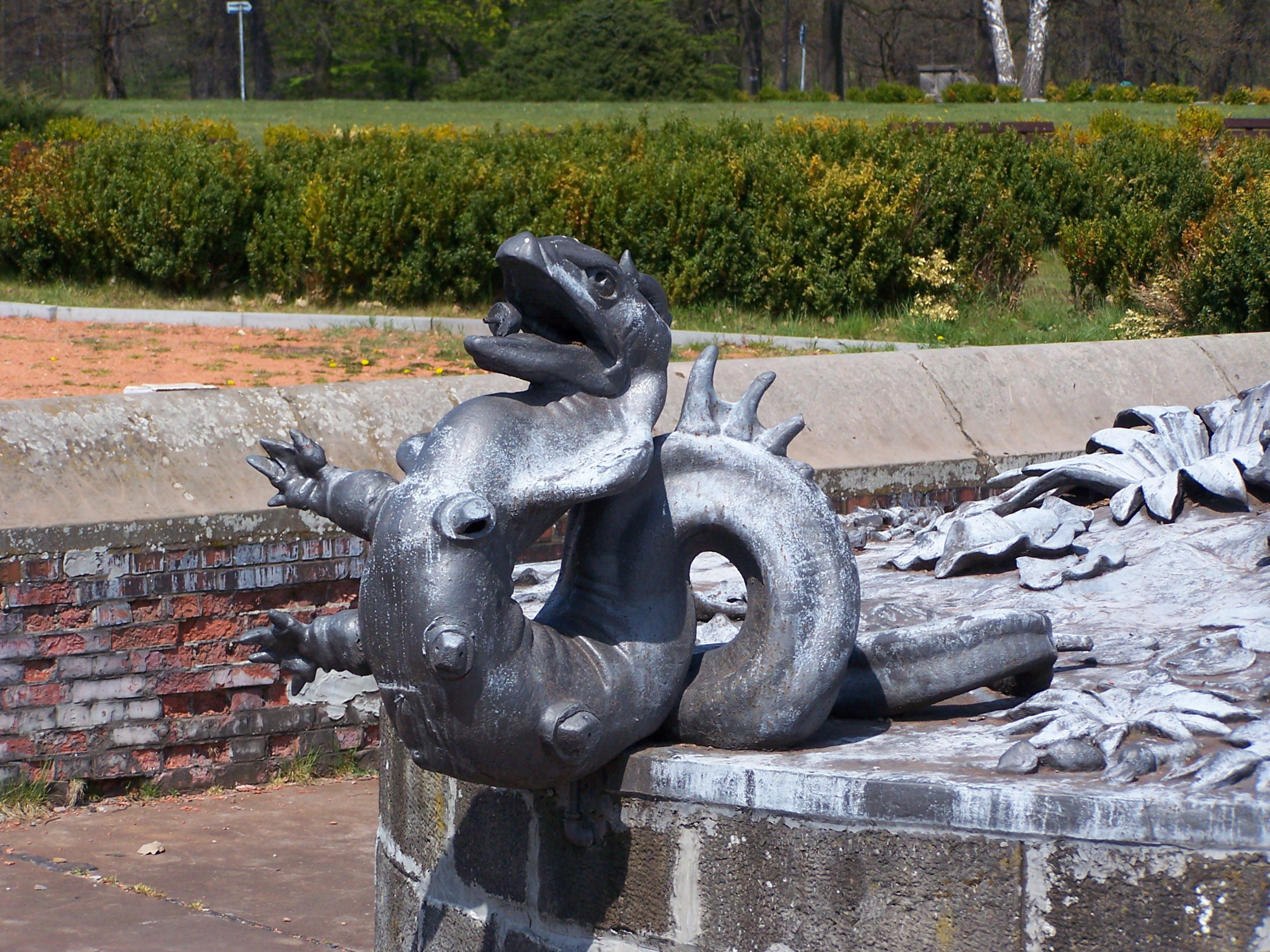
Mascaron de la fontaine.
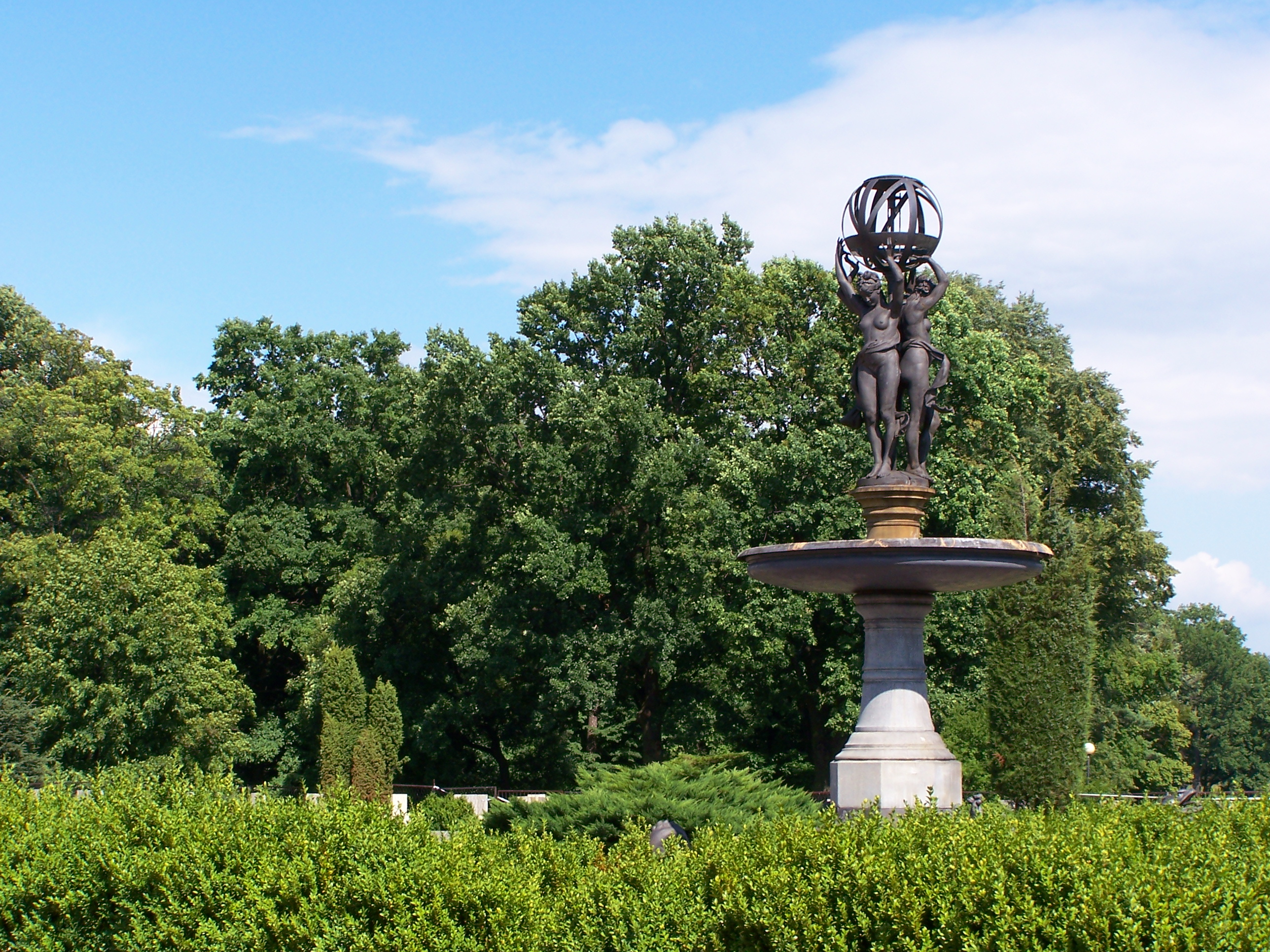
La fontaine.
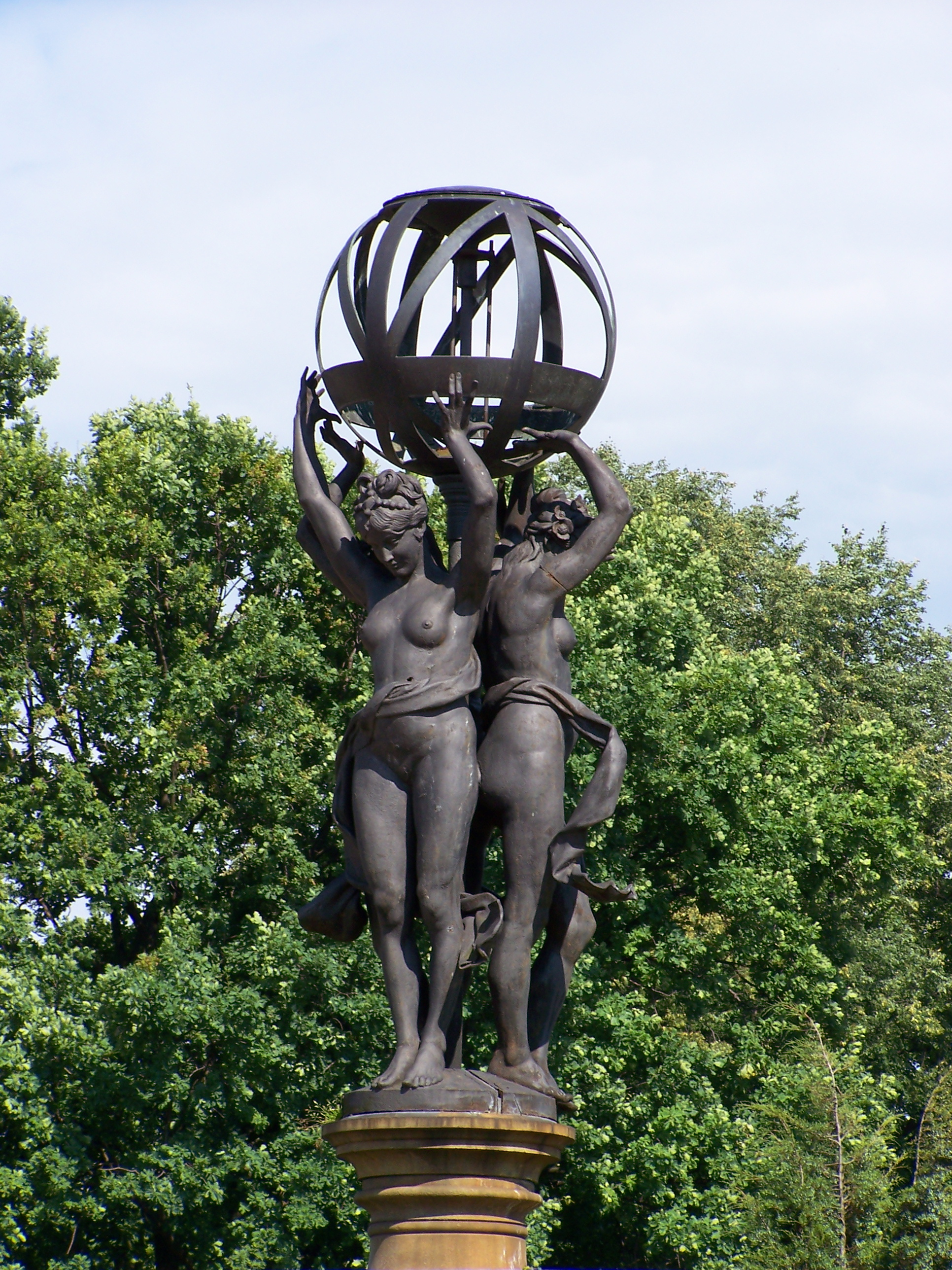
Les cariatides de la fontaine.

Autres œuvres éditées par la fonderie Durenne
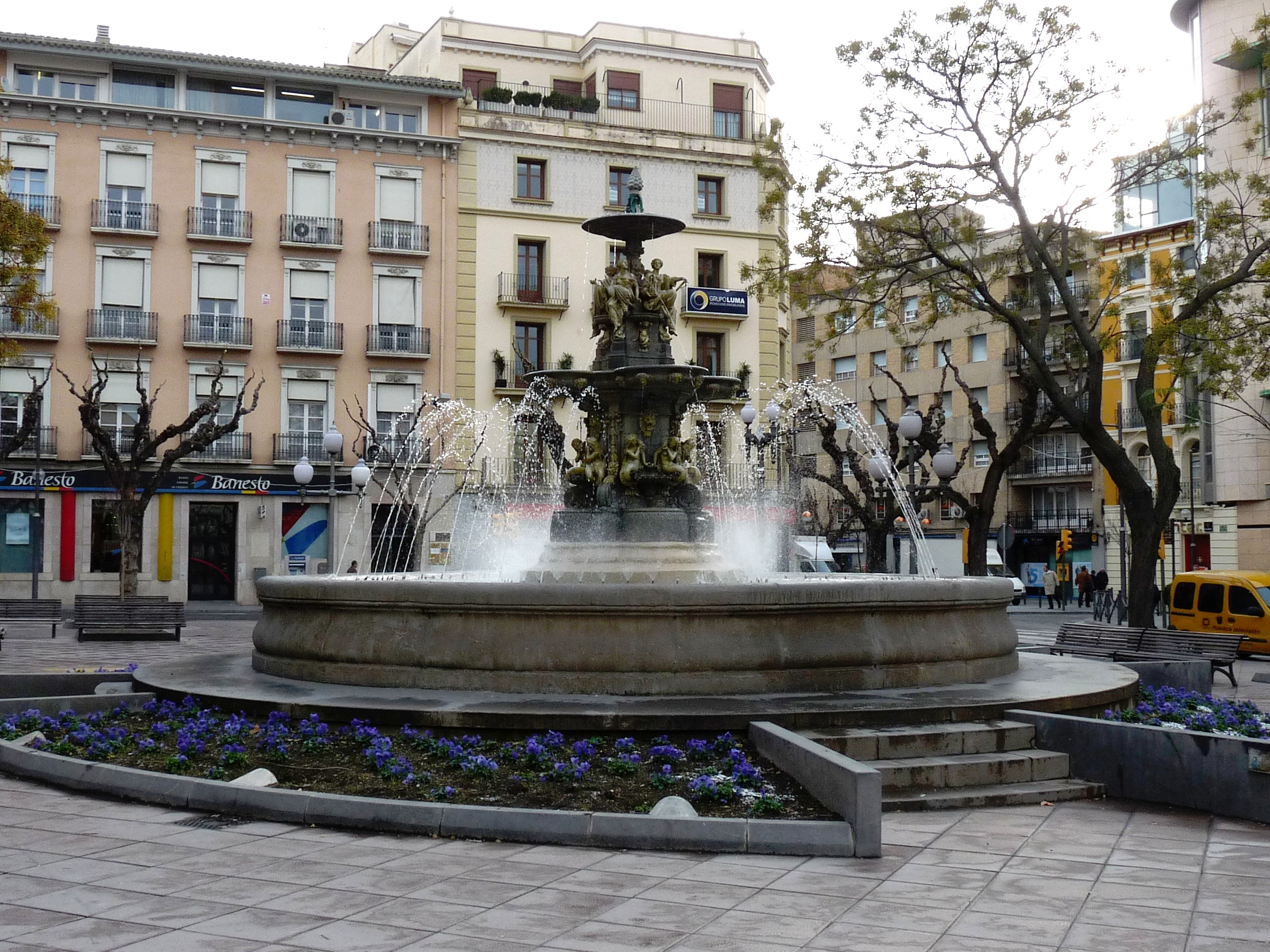
Enrique Blondeau, Fontaine des Muses (es) (1855), Huesca.
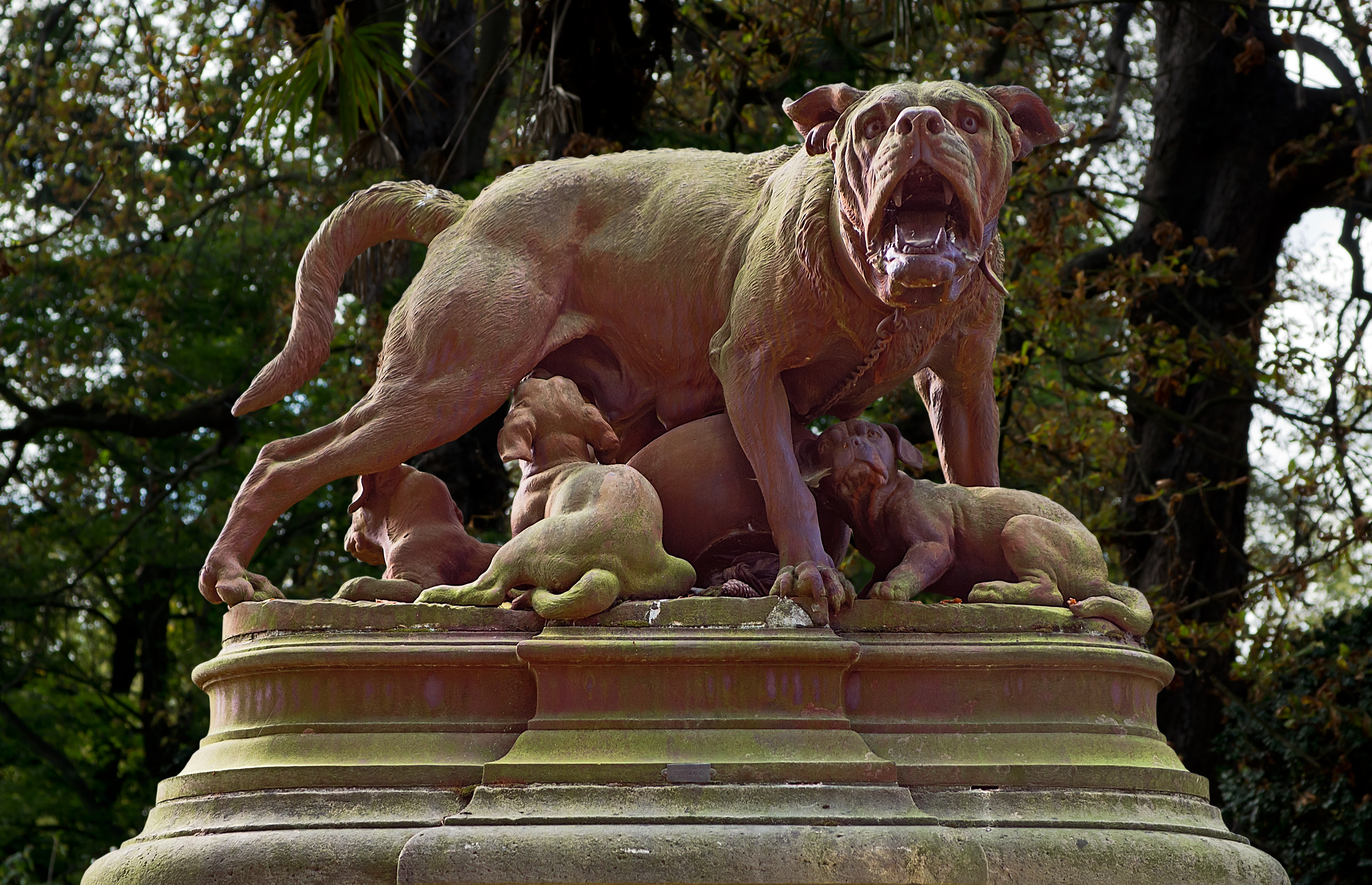
Pierre Louis Rouillard, La Chienne (1865), Toulouse, jardin du Grand Rond.
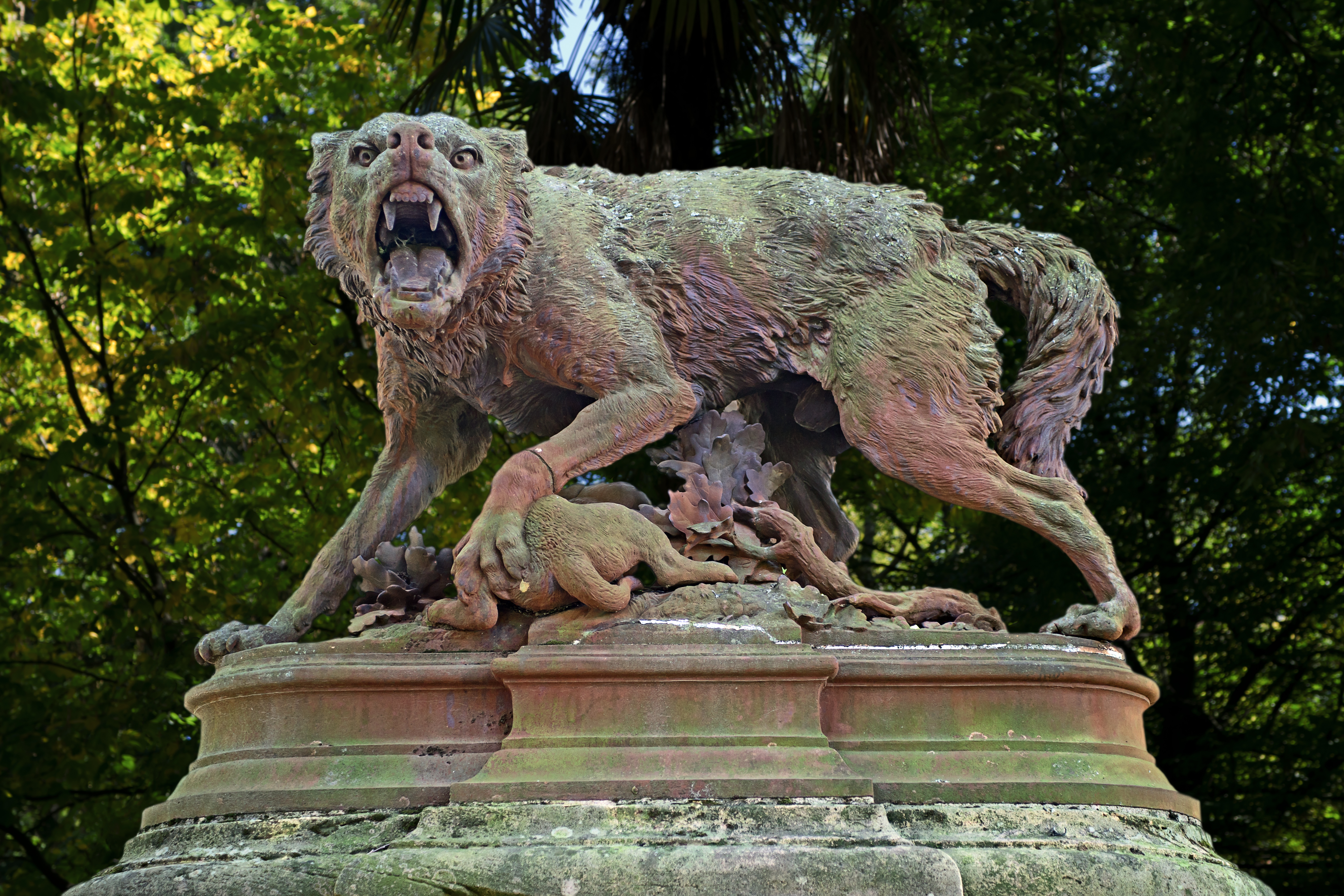
Pierre Louis Rouillard, La Louve (1865), Toulouse, jardin du Grand Rond.
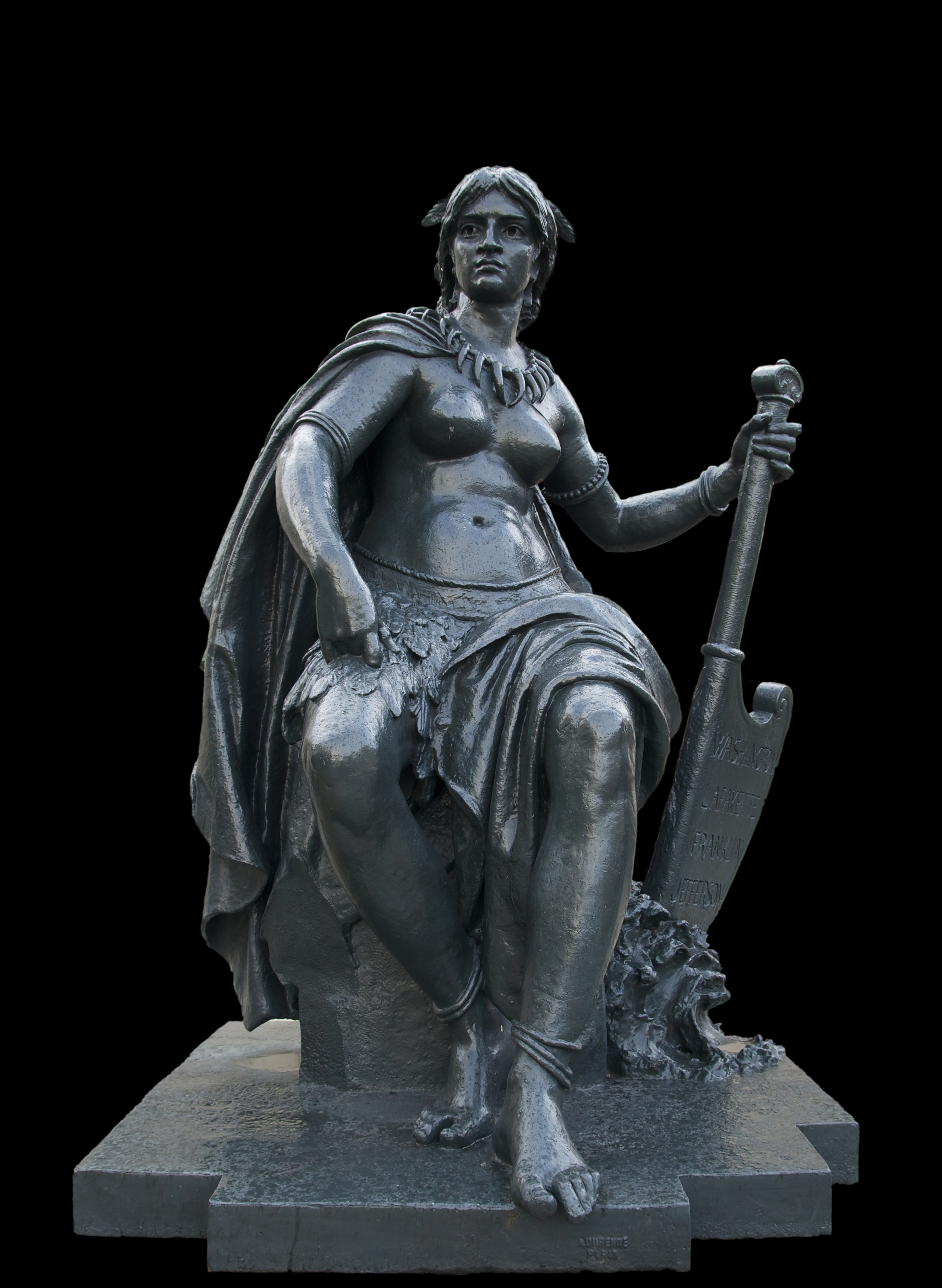
Ernest-Eugène Hiolle, Amérique du Nord (1878), Paris, parvis du musée d'Orsay.
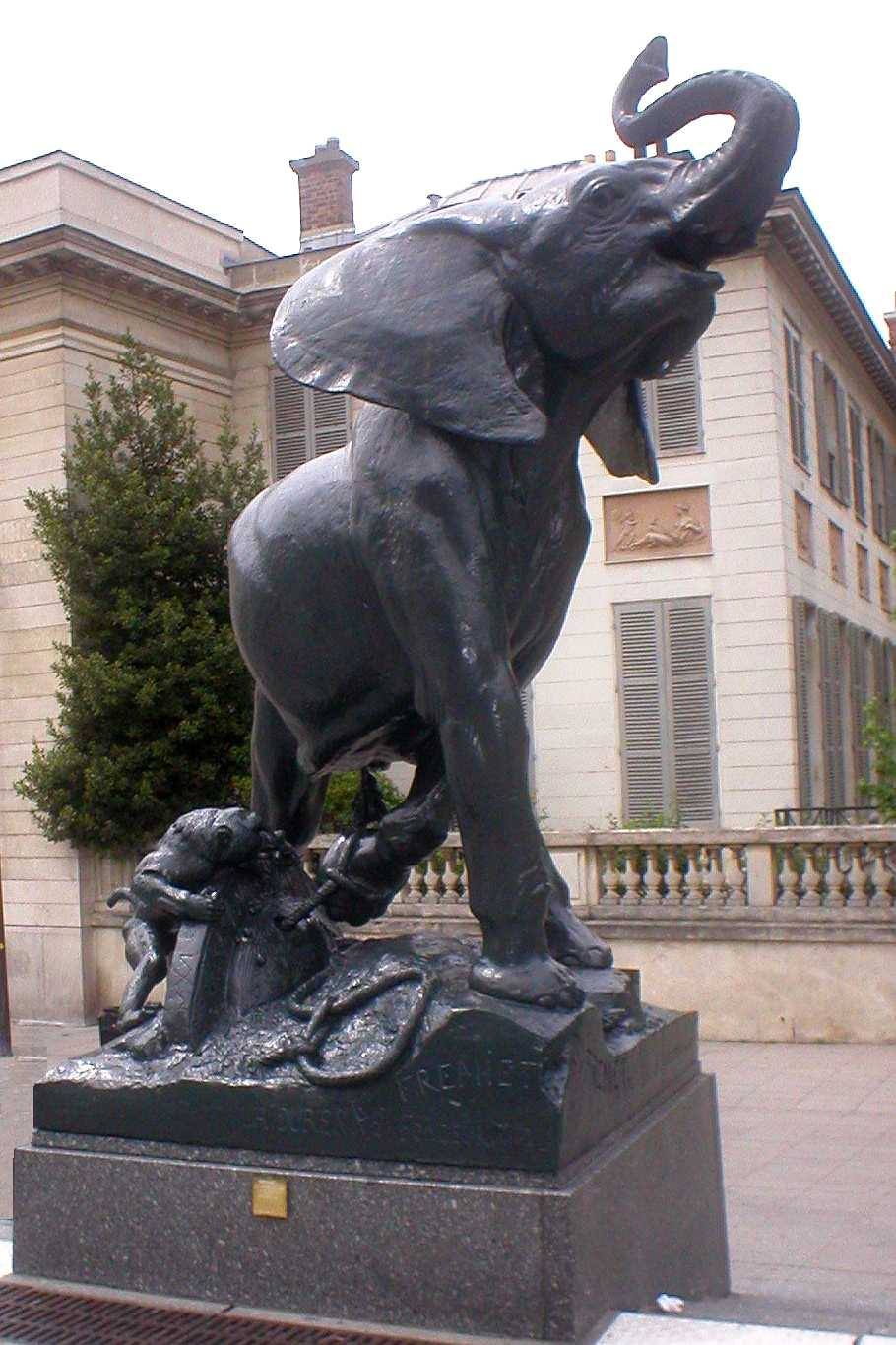
Emmanuel Fremiet, Jeune éléphant pris au piège (entre 1877 et 1878), Paris, parvis du musée d'Orsay.
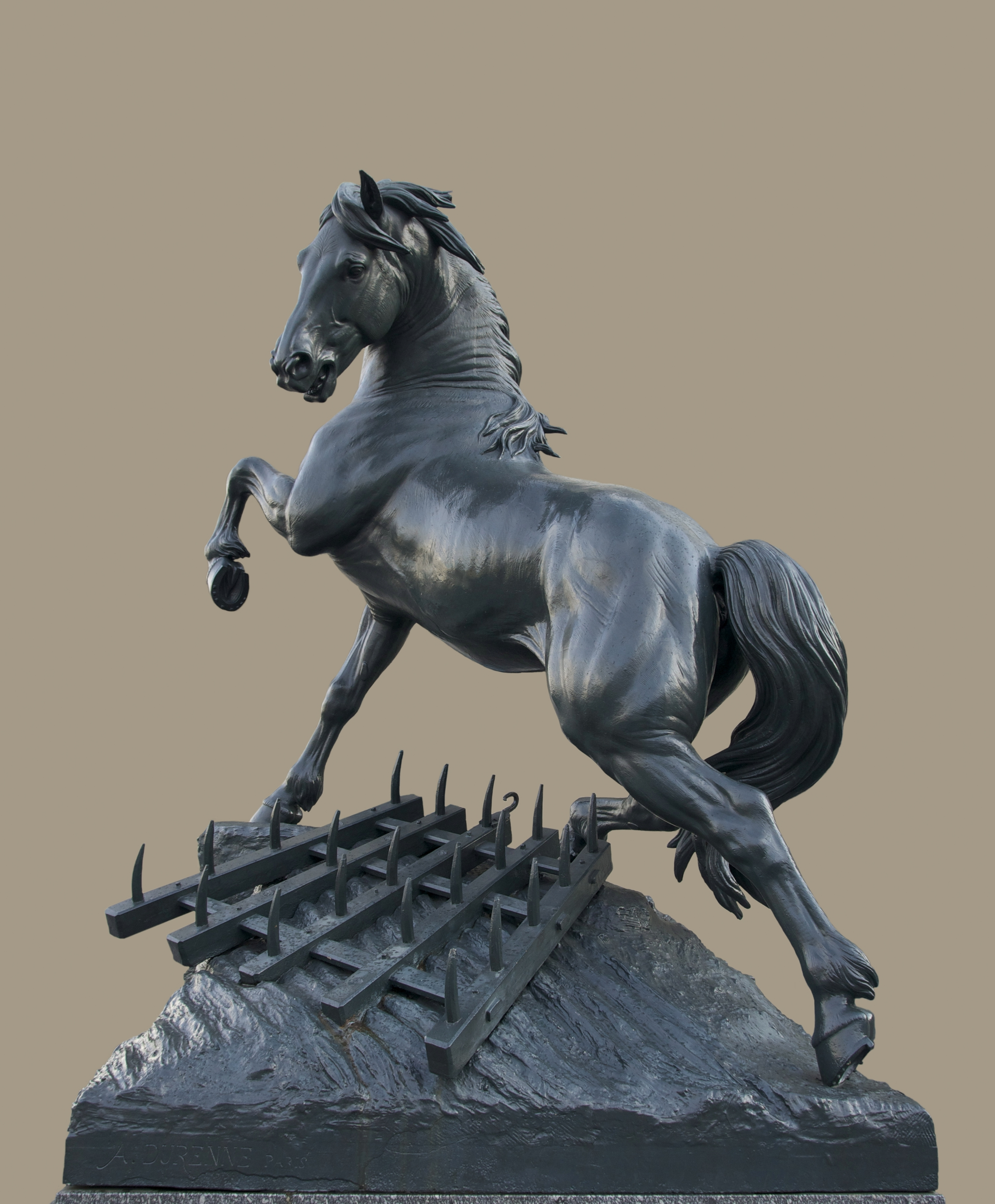
Pierre Louis Rouillard, Cheval à la herse (1878), Paris, parvis du musée d'Orsay.
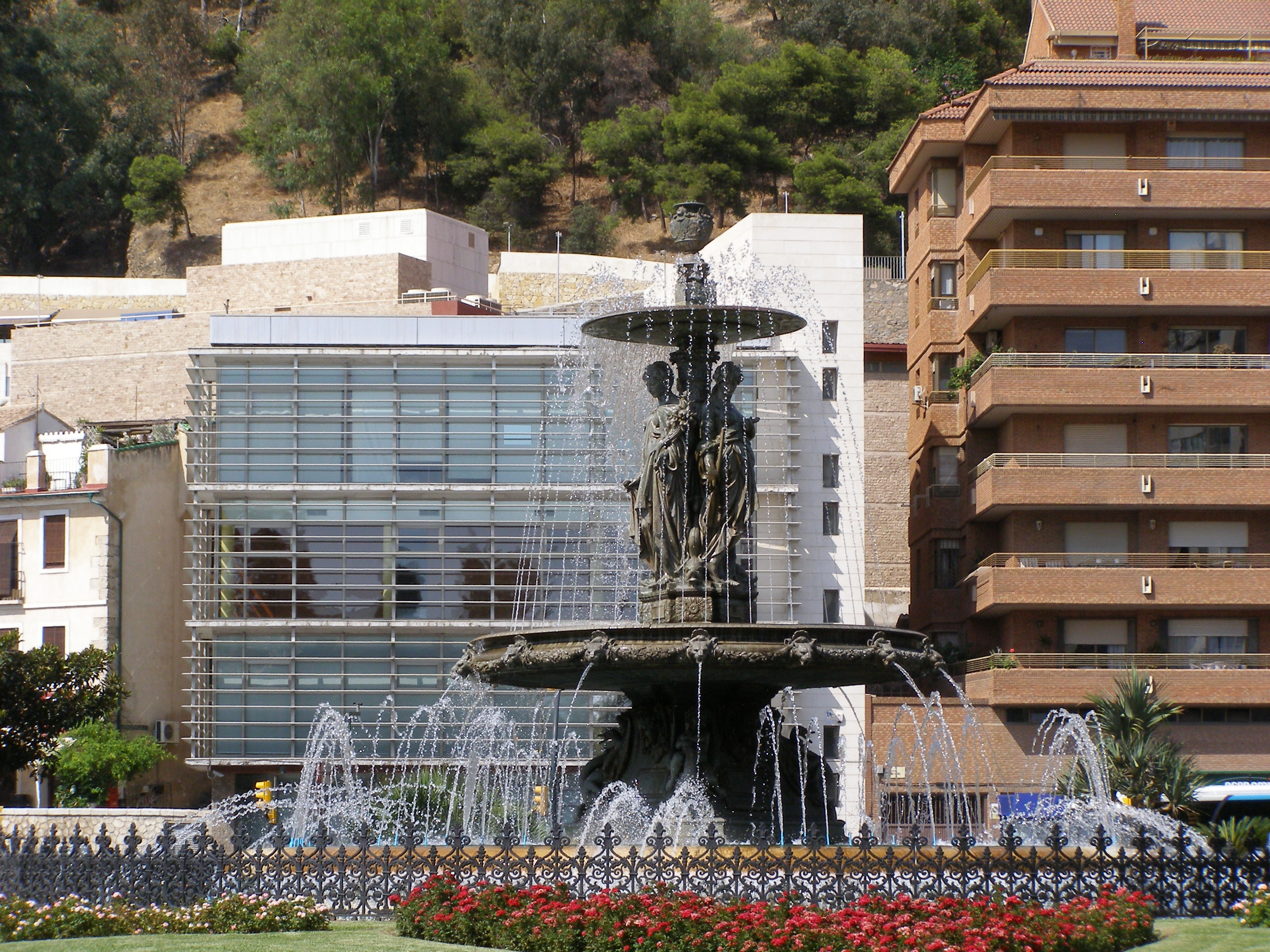
Fontaine des Trois Grâces (1879), Malaga, place du général Torrijos.
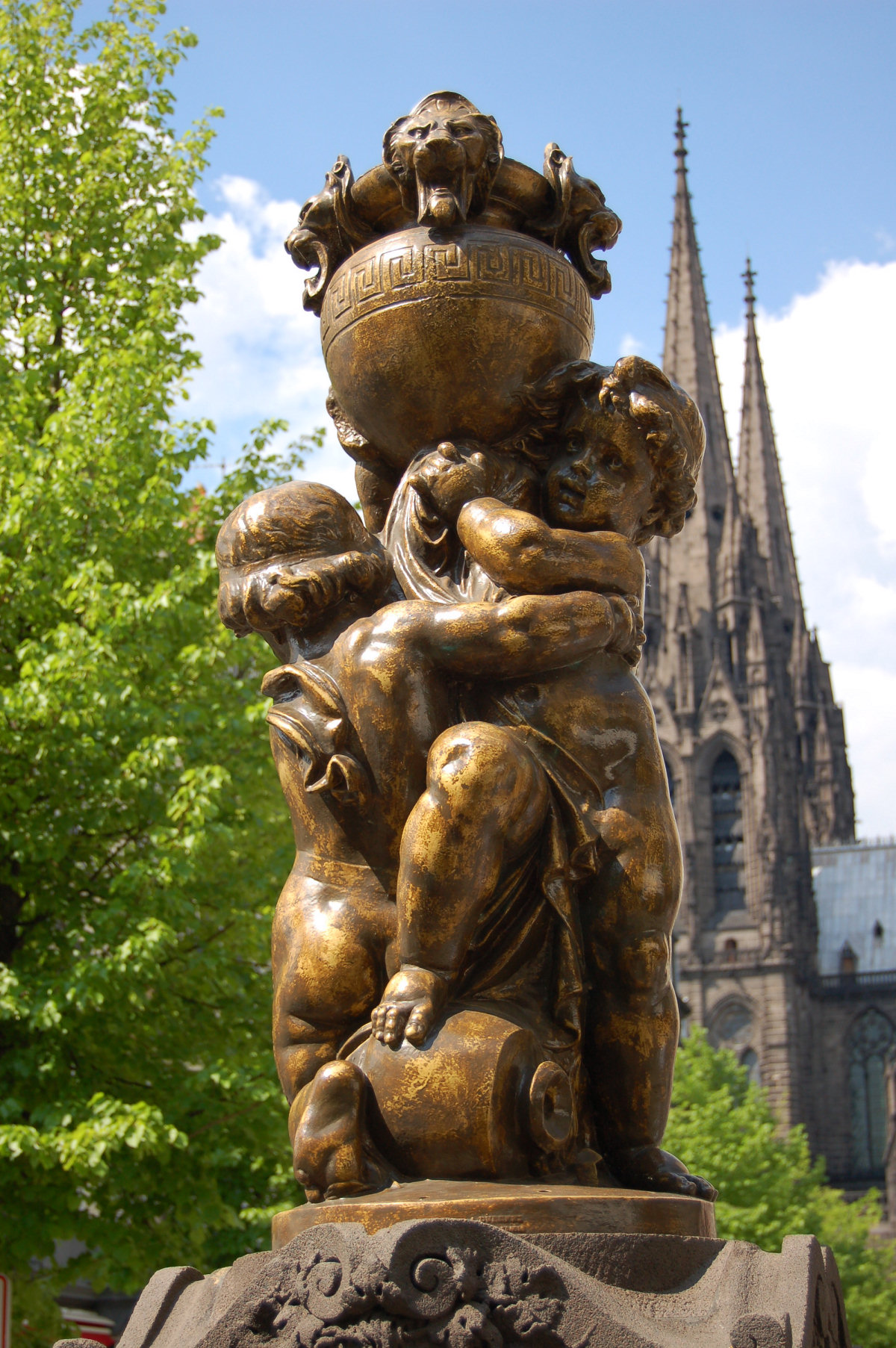
Fontaine Saint-Genès, détail, Clermont-Ferrand.
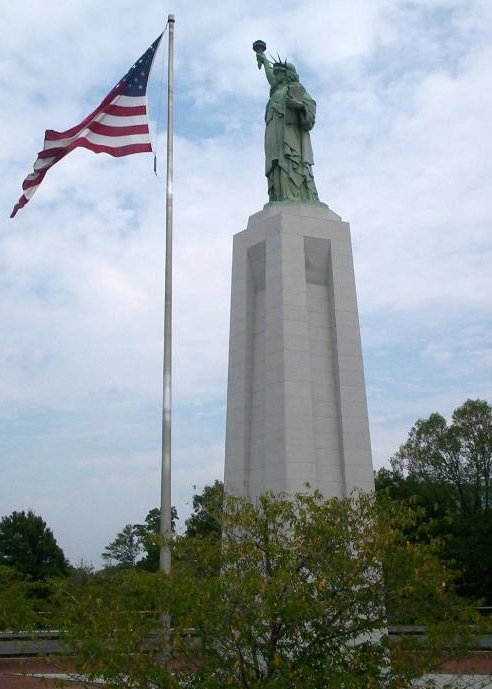
Auguste Bartholdi, La Liberté éclairant le monde, Vestavia Hills, réplique de 11 mètres fondue en 1956.

## Distinctions
- Officier de la Légion d'honneur (1874).

## La fonderie de nos jours
Après des acquisitions, comme la fonderie d'art du Val d'Osne en 1931, et autres créations d’entreprises, l’usine prend en 1971 le nom de Société générale hydraulique et de mécanique (GHM),,.
La GHM a conservé une production de mobilier urbain et de fonte d’ornement.